# Fredrik Risp
Fredrik Risp, właśc. Lars Fredrik Risp Karlsson (ur. 15 grudnia 1980 w Lysekil) – szwedzki piłkarz występujący na pozycji obrońcy.

## Kariera klubowa
Risp profesjonalną karierę rozpoczynał w pierwszoligowym klubie IFK Göteborg. W jego barwach zadebiutował 1 maja 2000 w wygranym 1:0 meczu z IF Elfsborg. W debiutanckim sezonie 2000 w lidze zagrał 15 razy. W sezonie 2002 strzelił pierwszego gola w zawodowej karierze. Było to 14 kwietnia 2002 w wygranym 2:1 ligowym meczu z GIF Sundsvall.
W styczniu 2003 Risp został wypożyczony do klubu włoskiej Serie A – Chievo Werona. Jego zawodnikiem był do końca sezonu 2002/2003, jednak w tym czasie nie rozegrał tam ani jednego spotkania. W lipcu 2003 powrócił do Göteborga. Spędził tam jeszcze dwa lata. Łącznie zagrał tam w 107 meczach i zdobył w nich 4 bramki.
W lipcu podpisał kontrakt z tureckim Gençlerbirliği SK. Za jego transfer zapłacono 300 tysięcy euro. Pierwszy występ zanotował tam 5 sierpnia 2005 w bezbramkowo zremisowanym pojedynku z Fenerbahçe SK. W Gençlerbirliği grał przez 1,5 roku. W tym czasie zagrał dla tego klubu 45 razy.
W styczniu 2007 za milion euro został sprzedany do innego pierwszoligowca – Trabzonsporu. Jednak od początku gry w tym klubie był rezerwowym, w debiutanckim sezonie 2006/2007 zaliczając 5 spotkań. W następnym w lidze zagrał raz. W styczniu 2008 odszedł do Ankarasporu. W styczniu 2009 został stamtąd wypożyczony do norweskiego Stabæk Fotball, a latem przeszedł do MKE Ankaragücü. Rok 2010 rozpoczął od występów w IFK Göteborg, a latem 2010 odszedł do Esbjerga. W 2011 roku został zawodnikiem Lewskiego Sofia. Z kolei w 2012 roku przeszedł do Ethnikosu Achna. W 2013 roku zakończył tam karierę.

## Kariera reprezentacyjna
W reprezentacji Szwecji Risp zadebiutował 31 stycznia 2001 w zremisowanym 0:0 meczu z Wyspami Owczymi. W latach 2001–2005 w drużynie narodowej zagrał 3 razy.